# Harald Lie
Harald Lie (* 21. November 1902 in Kristiania; † 23. Mai 1942 in Asker) war ein norwegischer Komponist.

## Leben
Lie lebte in seiner Jugend in den USA und arbeitete in verschiedenen Berufen, u. a. als Maurer und Klavierstimmer. Er ging dann nach Leipzig, um dort Klavierbau zu studieren. 1929 kehrte er nach Norwegen zurück und wurde im Folgejahr Kompositionsschüler von Fartein Valen. Er debütierte 1935 mit einer Elegi für Bariton und Orchester und hatte 1938 mit seiner Zweiten Sinfonie den ersten Erfolg als Komponist. Eine weitere Sinfonie (Symfonisk dans, 1942) blieb unvollendet. Sein bekanntestes Werk ist das Orchesterlied Skinnvengbrev (1939). Außerdem komponierte er Kammermusik und Chorlieder für Männer- und Frauenchor.